# أم دينار
قرية أم دينار هي إحدى القرى التابعة لمركز منشأة القناطر في محافظة الجيزة في جمهورية مصر العربية. حسب إحصاءات سنة 2006، بلغ إجمالي السكان في أم دينار 14833 نسمة، منهم 7454 رجل و7379 امرأة.

## التاريخ
تعد قرية أم دينار من القرى القديمة، فقد ذكرها الإدريسي في كتابه نزهة المشتاق في اختراق الآفاق وقال عنها أنها قرية حسنة. كما ذكرها ابن مماتي في قوانين الدواوين بأنها من أعمال الجيزية، وذكرها ابن دقماق في كتابه الانتصار وقال أن بها قناطر عمّرها السلطان المملوكي الناصر محمد بن قلاوون تختزن مياه الصرف الزراعي من الأعمال الجيزية كلها. كما ذكرها أيضًا ابن الجيعان في كتابه التحفة السنية، وقال أنها من توابع ذات الكوم.